# Bjurtjärnen (Leksands socken, Dalarna)
Bjurtjärnen är en sjö i Leksands kommun i Dalarna och ingår i Dalälvens huvudavrinningsområde. Sjön har en area på 0,0797 kvadratkilometer och ligger 214,2 meter över havet. Sjön avvattnas av vattendraget Storån.

## Delavrinningsområde
Bjurtjärnen ingår i det delavrinningsområde (673768-146767) som SMHI kallar för Mynnar i Årbosjön. Medelhöjden är 302 meter över havet och ytan är 18,04 kvadratkilometer. Det finns inga avrinningsområden uppströms utan avrinningsområdet är högsta punkten. Storån som avvattnar avrinningsområdet har biflödesordning 4, vilket innebär att vattnet flödar genom totalt 4 vattendrag innan det når havet efter 252 kilometer. Avrinningsområdet består mestadels av skog (83 procent). Avrinningsområdet har 0,08 kvadratkilometer vattenytor vilket ger det en sjöprocent på 0,4 procent.